# Hochwasser in Minden

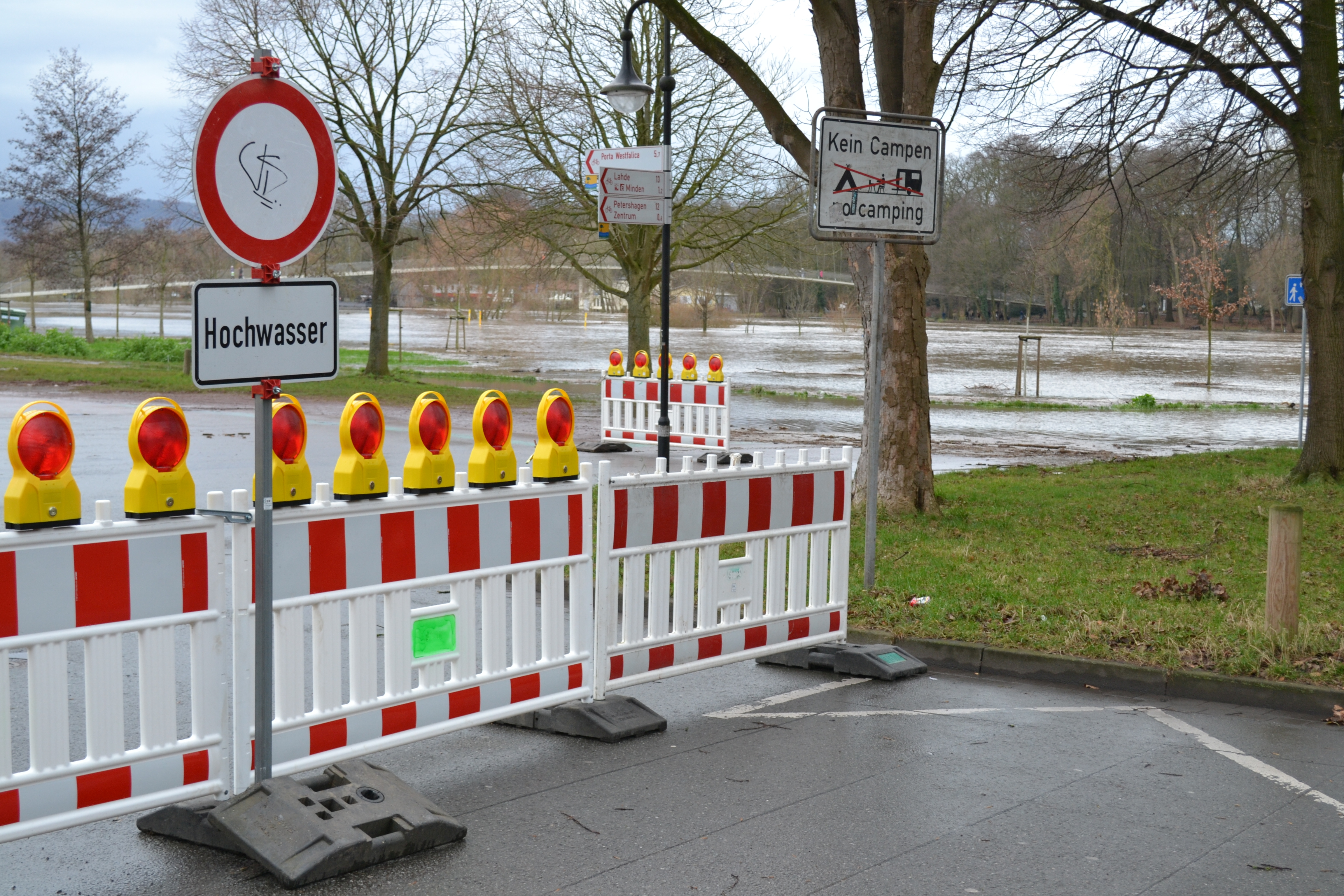
Weserhochwasser in Minden, Januar 2018

Hochwasser in Minden sind hydrologische Ereignisse, die infolge des besonders hohen Abflusses der Weser eine Überflutung im Bereich der ostwestfälischen Stadt auslösen. Sie treten beinahe jährlich auf. Wenn die Weser nach lang anhaltenden Niederschlägen oder nach der Schneeschmelze hohe Wasserstände erreicht, werden große Bereiche der Weserwiesen im Bereich des Mindener Stadtteils Rechtes Weserufer überschwemmt. Aber auch die auf dem hohen linken Weserufer gelegene Innenstadt kann betroffen sein. Beim Weserhochwasser 1946  als Jahrhunderthochwasser überschwemmte die Weser die Innenstadt bis hin zum Dom. Am östlichen Ufer stand der Bahnhofsvorplatz unter Wasser. Zum Schutz vor einem solchen Hochwasser wurde im 21. Jahrhundert in Minden ein Hochwasserplan festgelegt.

## Hochwasserentwicklung
Die Weser hat ein großes Einzugsgebiet durch die beiden Quellflüsse Fulda und Werra, die sich in Hann. Münden treffen und zur Weser vereinigen. Hier reicht das Gebiet bis weit in die thüringischen, hessischen und bayerischen Mittelgebirge hinein und umfasst rund 19.300 km². Beide Quellflüsse der Weser sind durch Wasserbauwerke reguliert, Schleusen ermöglichen teilweise eine Schiffbarkeit als Bundeswasserstraße, zumindest historisch.
Anfang des 20. Jahrhunderts wurde unter Leo Sympher der Ausbau der Schifffahrtskanäle zwischen der Weser und den benachbarten Flusssystemen geplant, der auch die Quellflüsse Werra und Fulda mit einbezog (siehe u. a. Main-Werra-Kanal). Zur Regulierung der Weser wurde die Edertalsperre gebaut, die neben dem Hochwasserschutz auch die Aufgabe hatte, stoßweise Wasserwellen abzulassen, die eine Niedrigwasseraufhöhung der Oberweser und so die Schiffbarkeit unterhalb in Fulda und Weser ermöglichten. Ergänzt wird die Edertalsperre durch die am linken Nebenfluss Diemel gelegene Diemeltalsperre. Durch die Bewirtschaftung der beiden Talsperren ist es möglich, Hochwasserspitzen abzumildern und im Sommer bei Niedrigwasser eine Schiffbarkeit herzustellen. Diese Regulierung beeinflusst auch das Hochwasserverhalten der Weser ab dem Entstehungspunkt der Weser in Hann. Münden. Er liegt rund 200 Flusskilometer oberhalb von Minden, ab hier lässt sich der Hochwasserabfluss in mehrere Abschnitte unterteilen.
Der erste Bereich reicht von dem Entstehungspunkt der Weser bis nach Bad Karlshafen. Hier wird die Weser im Westen und im Osten durch den Reinhardswald und den Bramwald begleitet, der Fluss hat kaum Ausbreitungsmöglichkeiten und fließt durch ein enges Tal. Die Hochwasserwelle ist hier geprägt durch die Überlagerung der beiden Hochwasserwellen der Quellflüsse Werra und Fulda.
Bei Bad Karlshafen fließt als linker Nebenfluss vom Westen die Diemel dazu, die im Oberlauf eine regulierende Staustufe, die Diemeltalsperre, hat und gezielt Wasser in die Weser abgeben kann. Im Hochwasserfall erhöht die Hochwasserwelle aus der Diemel den Hochwasserabfluss auf der Weser.
Der nächste Abschnitt ist breiter, bis zum Zufluss der Emmer von Westen. Auch dieser Fluss ist reguliert und kann hydrologisch gesteuert werden.
Nach dem Hamelner Talkessel verengt sich das Wesertal wieder, ist aber nicht so eng wie im Oberlauf. Der stark mäandrierende Fluss wird im Norden durch das Weserbergland und im Süden durch das Lipper Bergland begleitet. Bei Vlotho wendet sich der Fluss nach Norden, anschließend mündet bei Bad Oeynhausen von Westen die Werre mit einem großen Einzugsbereich aus dem Lipper Bergland in den Fluss.
In der Porta Westfalica tritt der Fluss durch die „Westfälische Pforte“ in die Norddeutsche Tiefebene ein, Minden ist die erste Stadt zehn Kilometer unterhalb an der ehemaligen Furt über die Weser.
Auf einer Fließstrecke von rund 200 km münden, neben den beiden Ursprungsflüssen, drei nennenswerte Nebenflüsse in die Weser, anhand derer man Hochwasserabschnitte definieren kann und die das Hochwasser in Minden prägen. Eine in Hann. Münden aufgebaute Hochwasserwelle erreicht nach rund zwei bis drei Tagen die Stadt Minden. Diese Welle kann entscheidend durch die genannten Zuflüsse beeinflusst werden. In Minden werden Pegelstände ab 4,50 m als Hochwasser wahrgenommen.
Die Weser kann dem sogenannten pluvio-nivalen (regen-schneegespeisten) Abflussregime zugerechnet werden. Dieses ist typisch für Mittelgebirgsregionen. Die Weser ist geprägt durch ein sommerliches Minimum und zwei winterliche Maxima. Das erste Wintermaximum wird durch Niederschläge am Winteranfang im November/Dezember hervorgerufen.
In den Mittelgebirgen werden im Winter die Niederschläge in Form von Schnee gebunden. In der Tauperiode im Februar und März des Jahres fließt dieser gebundene Schnee ab. Durch das Zusammentreffen mit Frühlingsniederschlägen kann dieses zweite Maximum besonders stark ausfallen, wie 1946. Verstärkend kommt hinzu, dass der Untergrund entweder gefroren oder wassergesättigt und somit nicht aufnahmefähig ist.
Infolge von vermehrten Warmlufteinbrüchen im Winter kann die Schneedecke schon im Hochwinter abschmelzen. Es bildet sich dann oft nur ein einziges, dafür aber breites Abflussmaximum.
Seltener treten extreme Hochwasser im Sommer auf. Diese Hochwasser werden nach tagelangem Regen auf bereits gesättigten Böden ausgelöst.

## Hochwasserereignisse

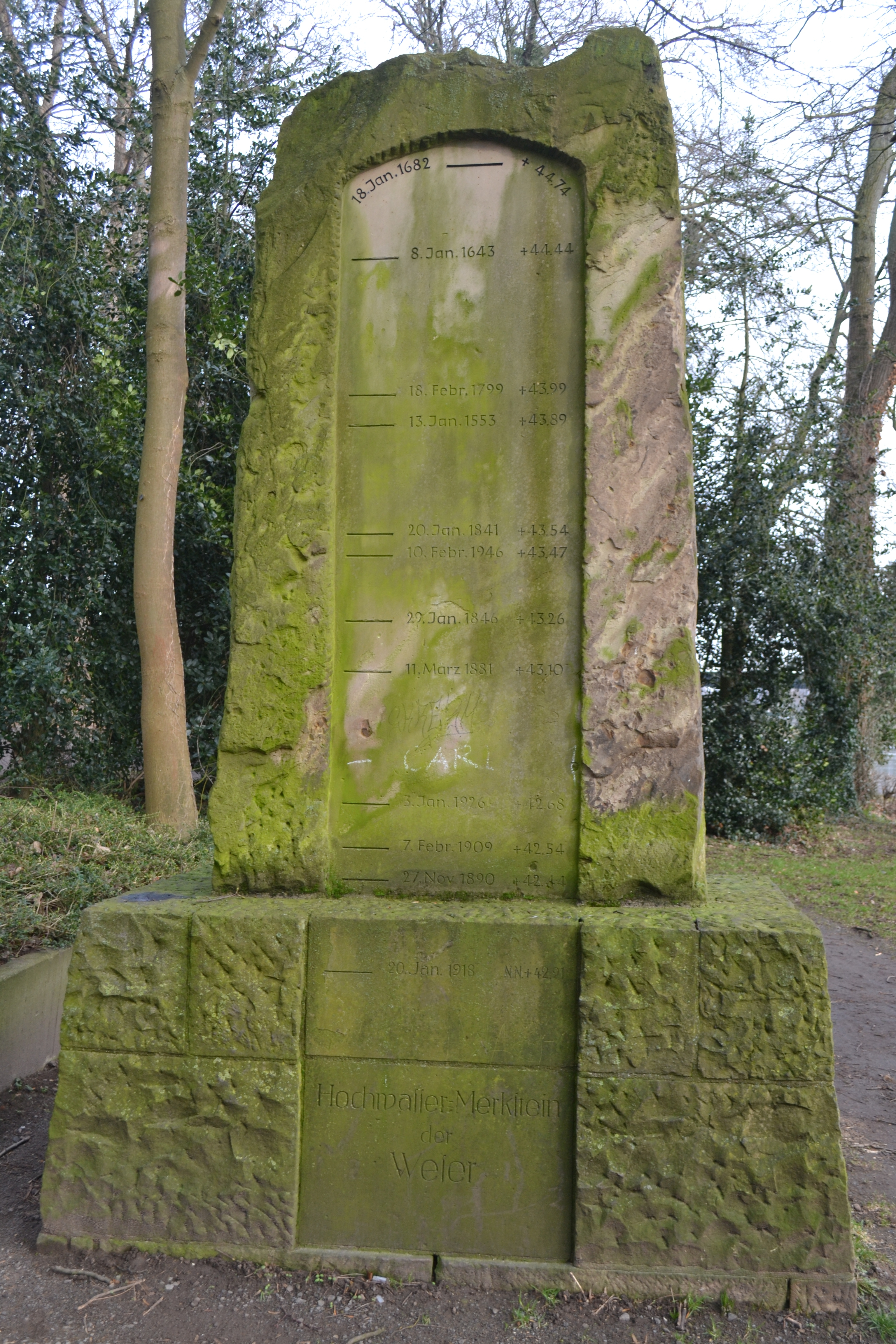
Hochwasserstein im Weserglacis in Minden

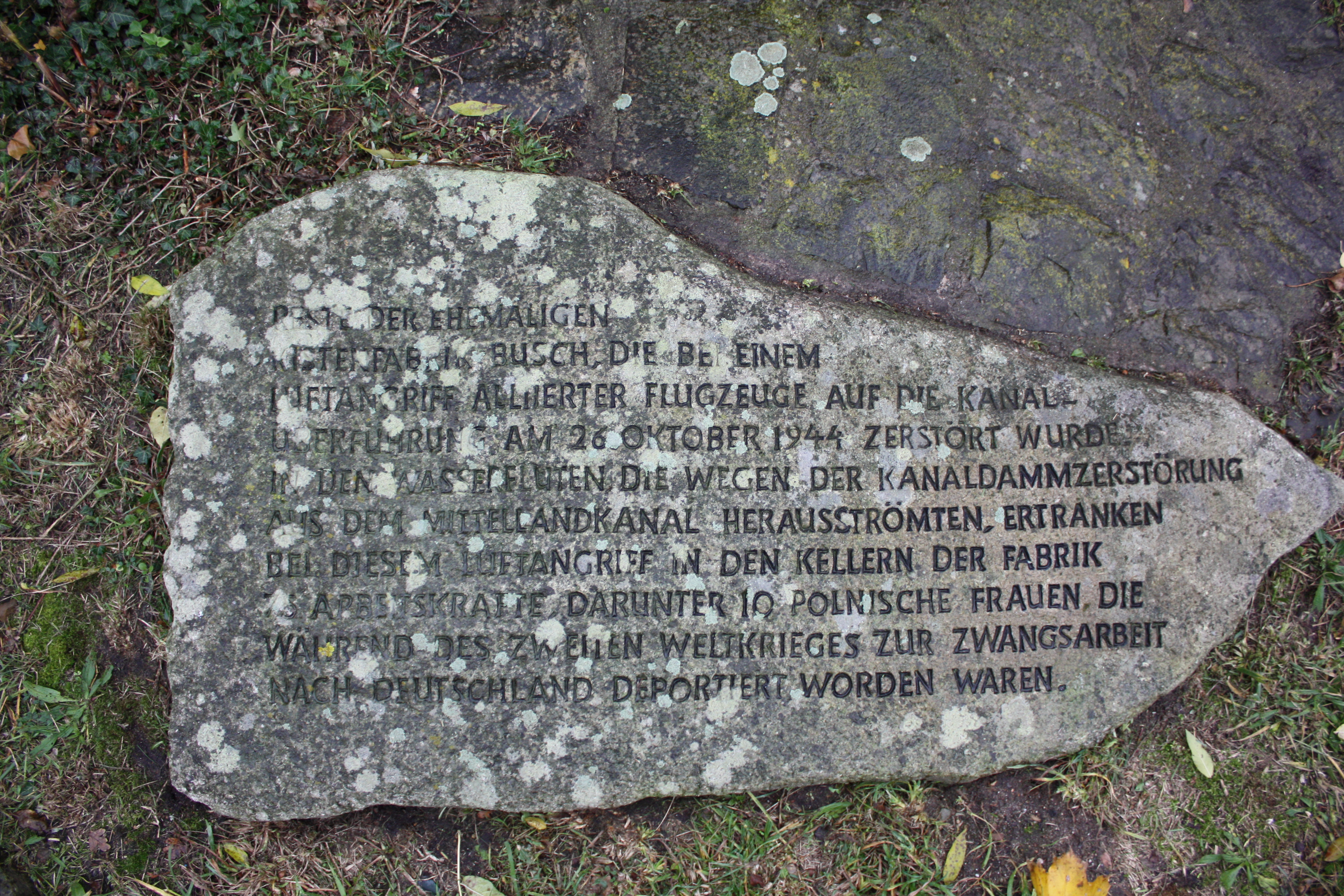
Gedenktafel auf dem ehemaligen Gelände der Kistenfabrik Busch

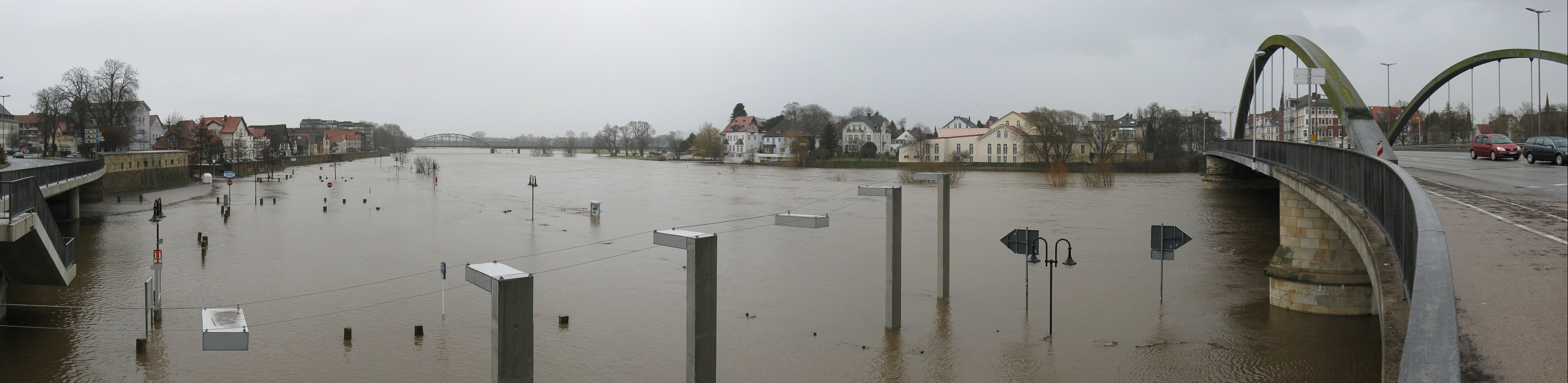
Blick von der Weserbrücke beim Hochwasser im März 2010